# Burghley House
Burghley House (/ˈbɜːrli/) je velika angleška podeželska hiša iz 16. stoletja blizu Stamforda v Lincolnshiru. Je vodilni primer elizabetinske čudežne hiše, ki jo je zgradila in v njej še vedno živi družina Cecil in je uvrščena na seznam zaščite I. stopnje.
Zunanjost v veliki meri ohranja svoj elizabetinski videz, večina notranjosti pa izhaja iz predelav pred letom 1800. Hiša je sezonsko odprta za javnost in prikazuje krog velikih in bogato opremljenih državnih stanovanj. Njen park je uredil Capability Brown.
Hiša je na meji civilnih župnij Barnack in St Martin's Without v enotni oblasti Peterborough v Cambridgeshiru. Prej je bil del Soke of Peterborough, zgodovinskega območja, ki je bilo tradicionalno povezano z Northamptonshireom. Leži 1,4 km južno od Stamforda in 16 km severozahodno od središča mesta Peterborough.
Hišo zdaj vodi sklad Burghley House Preservation Trust, ki ga nadzoruje družina Cecil.

## Zgodovina
Burghley House je bila med letoma 1555 in 1587 zgrajena za sira Williama Cecila, kasnejšega 1. barona Burghleyja, ki je bil lord visoki zakladnik angleške kraljice Elizabete I., takrat pa je stala 21.000 funtov. Oblikovana je bila po vzoru zasebnih prenočišč palače Richmond. Kasneje je bila rezidenca njegovih potomcev, grofov, od leta 1801 pa markizov Exeterskih. Od leta 1961 je v lasti dobrodelnega sklada, ki ga je ustanovila družina.
Victoria Leatham (roj. 1947), strokovnjakinja za starine in televizijska osebnost, je sledila svojemu očetu, atletu, dobitniku zlate olimpijske medalje, predsedniku IAAF in poslancu Davidu Cecilu, 6. markizu, tako da je vodila hišo od leta 1982 do 2007. Olimpijski hodnik spominja na njenega očeta. Njena hči, Miranda Rock, je zdaj najbolj aktivna skrbnica, ki živi v njej. Marquessate ga je leta 1988 predal Viktorijinemu stricu Martinu Cecilu, 7. markizu Exeterskemu (1909–1988), nato pa njegovemu sinu Williamu Michaelu Anthonyju Cecilu (roj. 1935), oba kanadska rančerja na zemljišču, ki ga je prvotno kupil 5. markiz, ki niso živeli v Burghleyju.
Hiša je eden glavnih primerov kamnoseštva in sorazmernosti v angleški elizabetinski arhitekturi iz 16. stoletja, kar odraža pomen njenega ustanovitelja in donosno trgovino z volno na posestvih Cecil. Ima apartma sob, predelanih v baročnem slogu, z rezbarijami Grinlinga Gibbonsa. Glavni del hiše ima 35 večjih prostorov, v pritličju in nadstropju. Obstaja več kot 80 manjših sob in številne dvorane, hodniki, kopalnice in servisni prostori.
V 17. stoletju so bile odprte lože okoli pritličja zaprte. Čeprav je bila hiša zgrajena v tlorisni obliki črke E v čast kraljice Elizabete, ji zdaj manjka severozahodno krilo. V obdobju lastništva 9. Earla in pod vodstvom slavnega krajinskega arhitekta Capability Browna so južno sprednjo stran dvignili, da bi spremenili linijo strehe, severozahodno krilo pa porušili, da bi omogočili boljši pogled na nov park.  Med njegovim mandatom je bil dodan tudi dimnik po načrtu beneškega grafika Giovannija Battiste Piranesija.
Tako imenovano »peklensko stopnišče« in njegova soseda »nebeška soba« imata precejšnje stropne poslikave Antonia Verria med letoma 1697 in 1699. Stene do »peklenskega stopnišča« je delo Thomasa Stotharda, ki je delo dokončal približno stoletje kasneje. Sobo Bow krasijo stenske in stropne poslikave Louisa Laguerra.

## Umetniška zbirka
Čeprav je zaradi dajatev v 1960-ih izčrpala številne pomembne predmete, so umetniške zbirke v Burghleyju sicer večinoma nedotaknjene in so zelo obsežne. V hiši je še vedno razstavljenih več sto slik, od katerih je velik del iz 17. stoletja, ki sta jih v Italiji kupila John Cecil, 5. grof Exeterski (okoli 1648–1700), in Brownlow Cecil, 9. grof (1725–1793). Italijo so obiskali osemkrat in prinesli velike količine umetnin. John Cecil je v svojih 22 letih v Burghleyju kupil 300 umetniških del in ob svojem zadnjem obisku Evrope porabil 5000 GBP (približno 600.000 GBP v valuti leta 2017).
Kapela ima veliko oltarno sliko Paola Veroneseja in njegove delavnice ter dve veliki sliki Johanna Carla Lotha, nemškega slikarja, dejavnega v Benetkah, z nekaj deli v britanskih zbirkah. Skupaj je sedem del Luce Giordana, vključno z avtoportretom.
V sobi s pagodami so portreti družine Cecil, Elizabete I., Henrika VIII. in Oliverja Cromwella. Veliko nežno poslikanih sten in stropov v hiši je naredil Antonio Verrio. Biljardnica prikazuje šest ovalnih portretov članov Reda malega Bedlama, 5. Earlovega pivskega kluba.
Velika zbirka japonskega izvoznega porcelana je še posebej pomembna, ker je skoraj edinstveno mogoče dele, ki so še vedno v hiši, in druge, prodane v letih 1888 in 1959, identificirati s kosi v popisu hiše z več sto keramičnimi predmeti, izdelanimi leta 1688; so »najzgodnejši posneti deli v Evropi«, ki jih je mogoče dokumentirati na ta način in so zelo zanimivi za znanstvenike.
Obstajajo številni izjemni kosi pohištva, vključno z deli slavnih izdelovalcev omar iz 18. stoletja, Ince in Mayhew, poleg srebra, tapiserij in zbirk drugega porcelana, veliko tega je na ogled javnosti v svečanih sobanah ali vitrinah za keramiko. Nov prostor »Treasury« v pivovarni Brewhouse prikazuje vsako leto spreminjajoče se razstave, ki poudarjajo vidike zbirk.

## Parkland
Avenije v parku so bile postavljene v skladu z načrti iz leta 1755-1779, ki jih je zasnoval Capability Brown, pri čemer so upoštevali že obstoječe zasaditve, od katerih so bile nekatere iz 16. stoletja ali prej.
Brown je v letih 1775–80 v parku ustvaril tudi umetno jezero. V zemljišču je odkril plast vodoodporne 'modre' gline in uspel povečati prvotni ribnik v velikosti 36.000 m² v obstoječe jezero v velikosti 105.000 m². Njegova zasnova daje vtis vijugaste reke. Brown je leta 1778 zasnoval Levji most po ceni 1000 gvinej (1050£). Skupaj so mu plačali 23.000£ za načrte parka v Burghleyju. Brownovo pokrajino so ohranili s sajenjem 30.000 novih dreves med letoma 2012 in 2016.
Prvotno so bili kot okras uporabljeni levi iz Coade kamna. Ko so ti prepereli, je obstoječe kamnite primere izdelal lokalni zidar Herbert Gilbert leta 1844. Kraljica Viktorija in njen mož princ Albert sta zasadila dve drevesi v spomin na njun obisk.
Poleg letnih Burghley Horse Trials park gosti Burghley Run za Stamford School in letno srečanje za Cambridge University Draghounds.
Nedavni razvoj dogodkov je vključeval ustanovitev vrta s skulpturami okoli stare ledene hiše in leta 2007 je bil ustvarjen 'vrt presenečenj' z uporabo tradicionalnih zamisli vodnih pasti, jam za školjke in zrcalnega labirinta, vendar v slogu 21. stoletja. Sklad Burghley House je vodilnim umetnikom naročil sodobna umetniška dela na tem območju.
Parki in vrtovi hiše Burghley so navedeni v razredu II* v registru zgodovinskih parkov in vrtov.
- Hiša Burghley iz Jonesovih Pogledov na sedeže plemičev in gospodov (1829)
- Hiša iz ha-ha
- Del zemljišča, jezero in čolnarna
- Vhod
- Hiša iz parka
- Stranski pogled na hišo Burghley

## Danes
Meja okrožja Lincolnshire prečka park med mestom Stamford in hišo. Burghley je v starodavnem Soke Peterborougha, ki je bil nekoč del Northamptonshirea, zdaj pa za ceremonialne namene v Cambridgeshireu; za načrtovanje in druge občinske funkcije je hiša v enotni oblasti Peterborough.
Hiša je stavba zaščite I. stopnje, z ločenim severnim dvoriščem in vrati. Dokument s seznamom hiše je vseboval ta povzetek: »Formalni vrtovi in zabavišča C19 in C20, razviti iz tistih, ki jih je prvotno zasnoval Lancelot Brown, obkroženi s parkom izvora C16, za katerega je Brown zagotovil obsežne načrte med letoma 1754 in 1777«.
Prebivalci hiše od leta 2007 so bili Miranda Rock, direktorica Burghley House Preservation Trust, vnukinja 6. markize Exeterske in hči lady Victorie Leatham z Orlandom Rockom (predsednik Christie's UK) in njihova družina. Podatki pred pandemijo COVID-19 v Združenem kraljestvu so pokazali, da se je število obiskovalcev vsako leto med mandatom Mirande Rock skoraj podvojilo na 110.000.

## V filmih
Hiša Burghley je bila predstavljena v več filmih in televizijskih programih, vključno z: Treasure Houses of Britain (1985); Middlemarch (1994); Antiques Roadshow (1998, 2009); Pride & Prejudice (2005); Da Vincijeva šifra (2006); Grad na deželi (2006); Elizabeth: The Golden Age (2007); Kako smo zgradili Britanijo (2007); Climbing Great Buildings (2010); Royal Upstairs Downstairs (2011); Housefull 2: The Dirty Dozen (2012); The Crown (2016); Top Gear (2018); Mortimer & Whitehouse: Gone Fishing (2021) in The Flash (2023).

## Izgubljena vas
Srednjeveško naselje Burghley, omenjeno v Domesday, je bilo zapuščeno do leta 1450. Neuspeh pri lociranju njegove lokacije vodi do domneve, da je bila naselbina blizu hiše Burghley in morda leži pod posestvom.